# Snail (entreprise)
Snail (Suzhou Snail Digital Technology Co., Ltd) est une entreprise de jeux vidéo chinoise orientée vers les jeux massivement multijoueurs en libre accès.
Elle a été créée en 2000 à Suzhou.
Voyage Century, Castle of Heroes, Ministry of War ou encore Age of Wulin ont été développés par cette entreprise.